# Julia Cagé
Julia Cagé (Metz, 17 de febrero de 1984) es una economista francesa, especialista en economía política e historia económica. Trabaja especialmente en la economía de los medios de comunicación y la financiación de la democracia. Publicó varios artículos sobre estos temas en diferentes revistas de la especialidad.

## Educación
Julia Cagé asistió a las clases preparatorias a las grandes escuelas en el Lycée Thiers en Marsella. Se incorporó en 2005, con su hermana gemela Agathe Cagé, a la Escuela Normal Superior de París. Obtuvo la licenciatura en Econometría en la Universidad de París I Panthéon-Sorbonne en 2006 y un máster "Análisis y política económica" en la Escuela de Economía de París en 2008, ambos estudios los concluyó con honores.  
Desde 2010 hasta 2014 fue estudiante de doctorado en economía en la Universidad de Harvard.
En 2014, defendió una tesis de economía en esa universidad, titulada «Essays on the Political Economy of Information» (Ensayos sobre la economía política de la información), bajo la supervisión de Alberto Alesina, Nathan Nunn, y Andrei Shleifer. También obtuvo un doctorado en economía en la Escuela de Estudios Superiores en Ciencias Sociales, después de haber defendido la tesis «Essais en économie politique de l'information et de la taxation» (Ensayos en economía política de la información y de impuestos) bajo la dirección del economista Daniel Cohen.
Su hermana gemela, Agathe Cagé, fue ex subdirectora del gabinete de la ministra de Educación Najat Vallaud-Belkacem, y secretaria general de la campaña presidencial de Benoît Hamon. Julia y Agathe fundaron el think tank Cartes sur tables (Cartas en la mesa).

## Carrera académica
Desde julio de 2014 Cagé se desempeña como profesora asistente de economía en el Instituto de Estudios Políticos de París. También es investigadora asociada del Center for Economic and Policy Research (CEPR) en Washington D. C. y codirectora del eje "Evaluación de la democracia" del Laboratoire interdisciplinaire d'évaluation des politiques publiques en el Instituto de Estudios Políticos de París.
Es árbitro del comité editor de las revistas especializadas: Economics of Transition; International Journal of Industrial Organization; Journal of International Trade and Economic Development; Journal of Public Economics; Quarterly Journal of Economics y Review of Economics and Statistics.

## Otras actividades profesionales
Cagé es miembro del consejo de administración de la Agence France-Presse (AFP) desde noviembre de 2015. Asimismo fue comentarista económica en la revista Alternatives économiques, en programas radiales de France Culture y en emisiones televisivas como Le Monde d'après en el canal France 3.
A principios de enero de 2020 fue nombrada presidenta de la Sociedad de Lectores de Le Monde. Es la primera mujer en la historia de la Sociedad de Lectores en ser elegida por la junta directiva para ocupar dicho cargo.

#### La asociación Un Bout du Monde (Un Fin del Mundo)
En julio de 2020 lanzó con la Sociedad de Lectores y el Pôle d'Indépendence de Le Monde la asociación Un Bout du Monde (Un Fin del Mundo) "Por la reconquista ciudadana de los medios de comunicación", convirtiéndose en su presidenta. La organización se fijó el objetivo de  permitir de que los empleados, periodistas y lectores garanticen la independencia de los medios en los meses y años venideros.

## Vida personal
Julia Cagé está casada desde 2014 con el economista francés Thomas Piketty.

## Declaraciones de posiciones
Durante las elecciones presidenciales de Francia de 2012, Julia Cagé firmó el llamamiento de los economistas en apoyo del candidato François Hollande por "la relevancia de las opciones [propuestas], en particular en lo que respecta a la reanudación del crecimiento y el empleo".
En enero de 2016, en las elecciones presidenciales de Francia de 2017 fue una de las once promotoras de la convocatoria de “Nuestras Primarias” para una primaria de izquierda.
El 24 de enero de 2017, firmó un foro de apoyo al candidato socialista Benoît Hamon en vista de las elecciones primarias ciudadanas del Partido Socialista de Francia de 2017, titulado "Por un ingreso universal creíble y atrevido". Tras la victoria de Benoît Hamon en las primarias, se convierte en responsable del polo "economía" de su campaña presidencial. Hamon le confió una misión sobre el establecimiento de la renta básica universal (RBU). Se estima en unos 45.000 millones "máximo" financiados por la fusión del Impuesto sobre Bienes Inmuebles y el impuesto sobre la riqueza, probablemente de hasta 20.000 millones de euros. Pero el diario La Tribune cuestionó el proyecto era para una renta universal ... que no era universal."

## Sobre el financiamiento de la democracia
Julia Cagé sostiene que no se debe culpar tanto al votante por los errores en el sistema democrático, sino que se debe criticar y reformar la manera en cómo se estructura dicho sistema. De igual manera, argumenta que la evidencia demuestra que el poder de financiamiento influye enormemente en quién ganará alguna elección, excluyendo así otras alternativas de sectores menos pudientes.
Asimismo, Cagé señala que para alcanzar una distribución más igualitaria del poder en una democracia deben tomarse algunas reformas «como regular las grandes donaciones privadas, coordinar mejor y más equitativamente el financiamiento público y estructurar la participación de todos los ciudadanos a través de pequeñas donaciones».

## Publicaciones
- 2010 : Microéconomie, Philippe Aghion, Julia Cagé, François Denis... [et al.], Paris, Pearson education ISBN 978-2-7440-7457-8
- 2012 : Repenser l'action publique, / Ismaël Emelien, dir. de la publication, Paris, Fondation Jean-Jaurès ISBN 978-2-36244-044-1
- 2015 : Sauver les médias : capitalisme, financement participatif et démocratie, Paris, Le Seuil, col. «La République des idées» ISBN 978-2-02-121955-5. En español: Salvar los medios de comunicación. Anagrama, 2016. 978-84-339-6396-3.[23] Esta obra fue traducida a 10 idiomas.
- 2017 : L'Information à tout prix, avec Nicolas Hervé et Marie-Luce Viaud, Paris, Institut national de l'audiovisuel.
- 2018 : Le Prix de la démocratie, Paris, Fayard
- 2020 : Libres et égaux en voix, Paris, Fayard.

## LibroSalvar los medios de comunicación
Este libro se basa en el análisis de Cagé sobre la evolución histórica de los medios de comunicación y sus modos de gobernanza y financiación en Europa y Estados Unidos desde principios del siglo XX. Esto incluye trabajos previos sobre el impacto de la competencia a veces excesiva entre organizaciones de medios, centrándose especialmente en la experiencia de la prensa diaria regional en Francia desde 1945. 
El periodista Éric Fottorino afirmó que el modelo propuesto en el libro probablemente no funcionaría bien para los grandes medios, porque los accionistas exigirían influencia en proporción a su inversión. En cambio, Thomas Piketty expresó «Más allá del caso de los medios de comunicación, este nuevo modelo nos invita a repensar la noción misma de propiedad privada y la posibilidad de una superación democrática del capitalismo».
La obra fue ampliamente reseñada en los principales medios de comunicación franceses: Les Échos, Libération, Télérama, Les Inrocks, La Croix, Mediapart, Alternatives économiques, France Culture, y France 24.
El 5 de noviembre de 2016 el libro estuvo disponible traducido en diez idiomas: inglés, chino, alemán, italiano, japonés, coreano, portugués, serbio, español y turco; ahora también está disponible en rumano.
Recibió el premio 2016 por un libro sobre investigación en los medios de comunicación otorgado por la organización Assises du journalisme (fundación francesa de periodismo).

## Premios y reconocimientos
- 2016 - Premio especial del jurado al mejor libro sobre medios. Assises du journalisme, por su libro Salvar los medios de comunicación.
- 2018 - Premio Pétrarque de ensayo. France Culture-Le Monde, por su libro Le Prix de la démocratie.
- 2019 - Prix éthique d'Anticor, por su libro Le Prix de la démocratie.
- 2019  - Nominación al Premio Mejor economista joven de Francia. Círculo de economistas, Le Monde.[34]